# Gresham's School
Gresham's School er en privatskole (engelsk public school) i Holt, Norfolk. Den eksklusive skole er for drenge i alderen 4–18 år. 
Det er omkring 800 elever, der betaler omkring 22 000 pund om året i skolepenge.

## Historie
Gresham's blev grundlagt af sir John Gresham i 1555. Formålet var at give gratis uddannelse til 40 fattige studenter. 

### Elever
- Donald Maclean
- John Reith
- W. H. Auden
- Lennox Berkeley
- Peter Brook
- Benjamin Britten
- Stephen Frears
- Stephen Fry
- Sienna Guillory
- George Evelyn Hutchinson
- Ben Nicholson
- Christopher Cockerell
- James Dyson
- Alan Lloyd Hodgkin
- Ralph Firman
- Sebastian Shaw